# Миронов, Георгий Михайлович
Георгий (Юрий) Михайлович Миронов (1924—1994) — советский писатель.

## Биография
Родился в Ростове-на-Дону 5 июля 1924 года. Участвовал в Великой Отечественной войне. С 1950 года начал печататься. В 1955 получил высшее образование, закончив Казахский университет (филологический факультет). Впоследствии кандидат филологических наук (тема диссертации «Тема капитализма в творчестве В. Г. Короленко»).

## Творчество
Автор очерков, рассказов и повестей об участниках революционного движения, Гражданской и Великой Отечественной войн («Легенда-быль о Русском Капитане» (1965), «Командир дивизии прорыва» (1970), «Будь жив, лейтенант!» (1972), «Член Военного Совета» (1976), «Мы поднимались в атаку» (1980), «Как служил солдат» (1982), «Герман Лопатин» (в соавт. с Л. Мироновым, 1984), очерк «Константин Калиновский», изданный в сборнике серии ЖЗЛ, «Маршал бронетанковых войск Павел Рыбалко» из сборника «Полководцы и военачальники Великой Отечественной», вып. 1. — 1970, 1971, «Тимофей Строкач» и «Сергей Гусаров» из сборника «Пограничники», 1973, 1974, 1977), а также биографий и научно-популярных книг про русских писателей: «Короленко» (1962, вышла в серии ЖЗЛ) о В. Г. Короленко, «Поэт нетерпеливого созидания» (1965) о Н. Г. Гарине-Михайловском, «Дорогой наш Глеб Иванович…» (1970) о Г. И. Успенском.